# Швайкхайм
Швайкхайм (нем. Schwaikheim) — община в Германии, в земле Баден-Вюртемберг. 

## География
Подчиняется административному округу Штутгарт. Входит в состав района Ремс-Мур. Занимает площадь 9,22 км².

## Население
Население составляет 9345 человек (на 31 декабря 2010 года). 

## Политика
Муниципальный совет Швайкхайма состоит из 18 членов, которые избраны добровольно в качестве советников и председателя мэра. 